# Rhytisma (schimmelgeslacht)
Rhytisma is een geslacht van schimmels behorend tot de familie Rhytismataceae.

## Soorten
Volgens Index Fungorum telt het geslacht 30 soorten (peildatum april 2023):
| Soortnaam                              | Auteur(s)                              | Publicatiejaar |
| -------------------------------------- | -------------------------------------- | -------------- |
| Rhytisma acerinum (Esdoornvlekkenzwam) | (Pers.) Fr.                            | 1819           |
| Rhytisma americanum                    | Hudler & Banik                         | 1998           |
| Rhytisma andromedae                    | (Pers.) Fr.                            | 1819           |
| Rhytisma anhuiense                     | C.L. Hou & M. Piepenbr.                | 2005           |
| Rhytisma asteris                       | (Schwein.) Schwein.                    | 1832           |
| Rhytisma bontocense                    | Syd.                                   | 1932           |
| Rhytisma decolorans                    | Fr.                                    | 1823           |
| Rhytisma filamentosum                  | Masumoto, Tojo, Mas. Uchida & S. Imura | 2015           |
| Rhytisma himalense                     | Syd., P. Syd. & E.J. Butler            | 1911           |
| Rhytisma huangshanense                 | C.L. Hou & M.M. Wang                   | 2009           |
| Rhytisma ilicis-canadensis             | Schwein.                               | 1832           |
| Rhytisma ilicis-integrae               | Y. Suto                                | 2009           |
| Rhytisma ilicis-latifoliae             | Henn.                                  | 1899           |
| Rhytisma ilicis-pedunculosae           | Y. Suto                                | 2009           |
| Rhytisma itatiaiae                     | Rehm                                   | 1896           |
| Rhytisma lagerstroemiae                | Henn.                                  | 1908           |
| Rhytisma liriodendri                   | Sacc.                                  | 1889           |
| Rhytisma lonicerae                     | Henn.                                  | 1900           |
| Rhytisma menziesiae                    | Koval                                  | 1962           |
| Rhytisma panamense                     | C.L. Hou, Trampe & M. Piepenbr.        | 2010           |
| Rhytisma prini                         | (Schwein.) Fr.                         | 1823           |
| Rhytisma priscum                       | Ettingsh. & S. Garden                  | 1880           |
| Rhytisma pruni                         | E. Müll.                               | 1958           |
| Rhytisma punctatum                     | (Pers.) Fr.                            | 1823           |
| Rhytisma salicinum (Wilgenvlekkenzwam) | (Pers.) Fr.                            | 1823           |
| Rhytisma sapoti                        | C.F. Zhang & P.K. Chi                  | 2000           |
| Rhytisma shiraiana                     | Hemmi & Kurata                         | 1931           |
| Rhytisma umbonatum                     | Hoppe                                  | 1844           |
| Rhytisma velatum                       | (Schwein.) Fr.                         | 1823           |
| Rhytisma yuexiense                     | C.L. Hou & M. Piepenbr.                | 2005           |